# Rebuild of Evangelion
Rebuild of Evangelion (яп. ヱヴァンゲリヲン新劇場版 Эвангэрион син гэкидзё:бан, букв. «Новая киноверсия Евангелиона») — общее название тетралогии анимационных фильмов, ставших ремейком сериала 1995 года «Евангелион». Фильмы были созданы студией Khara при содействии Gainax. Хидэаки Анно является сценаристом первого фильма, главным режиссёром и управляющим всего проекта. Кадзуя Цурумаки и Масаюки заняты как режиссёры фильмов, Ёсиюки Садамото как дизайнер персонажей, а Икуто Ямасита как дизайнер меха. Синдзи Хигути и Томоки Кёда отвечают за раскадровку к первому фильму.
В сентябре 2006 года октябрьский номер японского аниме-журнала Newtype впервые сообщил, что в 2007 году будет выпущена новая киносерия Rebuild of Evangelion. 9 сентября 2006 года официальный сайт студии Gainax подтвердил что Rebuild of Evangelion будет состоять из четырёх фильмов. При этом планировалось демонстрировать все четыре фильма с лета 2007 года по лето 2008. На практике первый фильм вышел осенью 2007 года, второй — летом 2009, третий — осенью 2012, четвёртый — весной 2021. Первые три фильма должны были стать альтернативным пересказом телевизионного аниме-сериала с добавлением новых сцен, обстоятельств, персонажей, и новейшей 3D CG графики, а четвёртый фильм задумывался, как абсолютно новая концовка истории. Ещё одна тенденция серии — сделать историю более понятной и доступной для большего круга зрителей, помимо фанатов оригинальных сериала и фильмов.
Основные события сериала и Rebuild of Evangelion разворачиваются в Токио-3 — городе, расположенном в районе Хаконэ. Как сообщается Mainichi Shimbun, пользуясь наличием у Токио-3 «реального» географического положения, туристическая организация Хаконэ 11 мая 2009 года выпустила туристическую брошюру «Евангелион – карта комплементации Хаконэ» (яп. ヱヴァンゲリヲン　箱根補完マップ Эвангэрион Хаконэ хокан маппу) под редакций студий Gainax и Khara. В ней проводилось сопоставление сцен, показанных в Rebuild of Evangelion, и реальных мест Хаконэ.

## Названия фильмов
| Международное название                   | Японское название                                                            | Дата премьеры в Японии | Хронометраж |
| ---------------------------------------- | ---------------------------------------------------------------------------- | ---------------------- | ----------- |
| Evangelion: 1.11 You Are (Not) Alone     | ヱヴァンゲリヲン新劇場版:序 (Введение) (Evangelion Shin Gekijōban: Jo)       | 1 сентября 2007 года   | 101 минута  |
| Evangelion: 2.22 You Can (Not) Advance   | ヱヴァンゲリヲン新劇場版:破 (Разрушение) (Evangelion Shin Gekijōban: Ha)     | 27 июня 2009 года      | 112 минут   |
| Evangelion: 3.33 You Can (Not) Redo      | ヱヴァンゲリヲン新劇場版:Q (Ускорение) (Evangelion Shin Gekijōban: Q)        | 17 ноября 2012 года    | 95 минут    |
| Evangelion: 3.0+1.01: Thrice Upon a Time | シン・エヴァンゲリオン劇場版:II (Повторение) (Shin Evangelion Gekijōban：II) | 8 марта 2021 года      | 155 минут   |

Иероглифы 序, 破 и 急 вместе транскрибируются как «дзё:хакю:», что означает «три части» и является важной концепцией классического японского искусства, происходя из гагаку, и отдельное значение символов примерно соответствует «вступлению», «середине» и «завершению» и используется для описания актов в театре Но, аналогично частям в классической музыке.
Несмотря на то, что название сериала катаканой записывается как エヴァンゲリオン, в названиях фильмов «Ребилда» символы «e» (яп. エ) и «o» (яп. オ) заменены на устаревший «we» (яп. ヱ) и нечасто используемый «wo» (яп. ヲ) соответственно. Данная замена служит исключительно цели стилизации и не влияет на произношение названия.
Слово син в названии фильма 3.0+1.0 может быть переведено по-разному из-за использования вместо иероглифа записи катаканой.
Так же, как и эпизоды оригинального сериала, каждый фильм имеет оригинальные японские названия и оригинальные международные названия на английском языке, подобранные студией отдельно.

## Персонажи
По сравнению с сериалом, некоторые герои были изменены. Также был добавлен новый персонаж — Мари. Видоизменилось именование пилотов — если ранее их именовали по-английски «№ Children» (First Children, Second Children, Third Children и т. д.), то теперь пилотов называют по-японски: «<числ. поряд.> девочка (мальчик)» (яп. 第○の少女（少年） дай <ч.п.> но сё:зё (сё:нэн)) или «<ч.п.> дитя» (яп. ○番目の子供 <ч.п.> банмэ но кодомо).
Синдзи Икари (яп. 碇シンジ Икари Синдзи) главный герой. Характер в основном совпадает с сериалом. Однако, по сравнению с сериалом, Синдзи гораздо активнее и успешнее пытается сблизиться с Рей. Также были значительно расширены его способности. Так, теперь он способен осознанно вызывать «режим берсерка» у Евы-01, что в итоге приводит к тому, что в попытке спасти Рей, чья Ева была поглощена Ангелом, он начинает Третий Удар. Однако, его останавливает Каору. Сэйю — Мэгуми Огата.
Рей Аянами (яп. 綾波レイ Аянами Рэй) одна из главных героинь. Характер в основном совпадает с сериалом. Но в отличие от сериала, она активно пытается сблизиться с Синдзи и сблизить его с отцом. Как отмечается в рецензии ANN, ей стоило больших усилий растопить лёд между Синдзи и Гэндо. При этом, в попытках приготовить с этой целью обед, она изображена крайне неуклюжей — после попыток заняться готовкой, её руки заклеены пластырем от запястий до пальцев. С другой стороны, она без труда перехватывает руку Аски, не позволяя дать себе пощёчину. Также, хоть Рей ещё больше, чем в сериале, посещает сны Синдзи, она фактически не принимает активного участия в начале Третьего Удара. Как и в сериале, она хранит у себя очки Гэндо. Тем не менее, в отличие от сериала, она не ломает их в итоге, а заменяет на плеер Синдзи. В конце второго фильма она вместе с Евой-00 была поглощена Ангелом, но спасена Синдзи.
В декабре 2007 года в рейтинге журнала Animage Рей заняла 17-е место по популярности, как героиня «Rebuild of Evangelion». В следующем году в гран-при данного журнала Рей заняла пятое место среди женских персонажей. В обоих рейтингах она была единственным персонажем Евангелиона. В августе 2009 года Рей заняла четвёртое место в рейтинге женских аниме-персонажей журнала Newtype, как героиня «Rebuild of Evangelion», и в сентябре поднялась до второго места. В данном рейтинге из персонажей Евангелиона лидировала героиня «Rebuild of Evangelion», Сикинами Аска Лэнгли. В октябре Рей спустилась до третьего места, вновь став самым популярным женским персонажем Евангелиона (Аска спустилась до десятого). В октябре 2009 года она также появилась в рейтинге журнала Animage на 18 позиции. Вновь, как единственный персонаж Евангелиона. В 2008 году выставлялись на аукцион фрагменты киноплёнки, включённые в ограниченное DVD издание Evangelion: 1.0 You Are (Not) Alone. Как сообщает Anime News Network, на двух различных аукционах цена на фрагменты содержащие сцену, в которой Рей впервые улыбается Синдзи последовательно поднималась с 26 тысяч иен до 152 тысяч (примерно 1460 долларов США). По сообщению «Mainichi Shimbun» цена на третьем аукционе в итоге превысила 200 тысяч иен — максимальная цена, уплаченная на аукционе за продаваемые фрагменты. Для сравнения — второй по дороговизне фрагмент с Мисато Кацураги был продан за 30,001 иен (примерно 285 долларов США).
В преддверии выхода второй части «Rebuild of Evangelion» Аянами дала эксклюзивное интервью для «Веб магазин DD» (яп. ウェブマガジン『DD』 Вэбу Магадзин). На вопрос о том, каковы её впечатления от того, что она вновь появляется в «Rebuild of Evangelion», спустя 14 лет после выхода сериала — Рей ответила лишь «никаких проблем». Что-либо говорить о второй части «Rebuild of Evangelion» она отказалась, мотивируя это тем, что лучше всё посмотреть самим.　Сэйю — Мэгуми Хаясибара.

Сикинами Аска Лэнгли (яп. 式波・アスカ・ラングレー Сикинами Асука Рангурэ:) — одна из главных героинь, созданная на основе Аски Лэнгли Сорью из оригинального сериала. Пилот Евангелиона-02 и, позднее, Евангелиона-03. В отличие от сериала, теперь она имеет звание капитана. Характер этого персонажа перетерпел наиболее значительные изменения. Если в сериале Аска приставала к Кадзи вплоть до предложений переспать с ней, и для неё было вполне нормально предложить Синдзи поцеловаться с ней, то теперь она не интересуется Кадзи и её приставания к Синдзи не доходят далее неудачных попыток приготовить обед. Также, она считает себя единственным пилотом, получившим своё место за способности, и полагает, что Рей и Синдзи стали пилотами, пользуясь своими связями в NERV. После того, как она узнала о том, что Рей любит Синдзи, она предпочла избегать остальных пилотов и вместо того, чтобы идти на обед устроенный Рей, стала пилотом Евангелиона-03.
После выхода 27 июня 2009 года Evangelion: 2.0 You Can (Not) Advance Сикинами удерживала первое место среди женских персонажей (по версии Newtype) в августе и сентябре. В октябре же она спустилась до десятого места, и её обошла по популярности Рей Аянами, занявшая третье место. Сэйю — Юко Миямура.

Мари Илластриэс Макинами (яп. 真希波・マリ・イラストリアス Макинами Мари Ирасуториасу). Новый персонаж, отсутствующий в оригинальной истории и впервые появляющийся в «Евангелион 2.22: Ты (не) пройдёшь». Изначально была пилотом Евангелиона-05, однако Ева-05 была уничтожена в первом же бою, забрав с собой и третьего Ангела. Впоследствии насколько смогла тайно проникла в Токио-3 на парашюте (фактически, приземлилась прямо на голову Синдзи) и заменила Аску с пилотированием Евы-02, став таким образом и её пилотом. Проявляет интерес к Синдзи Икари. Мари терпит поражение от девятого Ангела, экстренно использовав управляемый берсерк Евы-02. Затем она наблюдает Преддверие Третьего удара, понимая, что его спланировал Гэндо Икари.
В «Евангелион 3.33: Ты (не) исправишь» Мари в составе Wille управляет новой Евой-08. По-видимому, состоит в подчинении Аски Лэнгли Сикинами. Так, по её приказу она отключает пробуждённую Еву-13, катапультировав капсулу с Синдзи.
В «Евангелион 3.0+1.01: Как-то раз» Мари в Париже уничтожает четырёхсерийные Евы Nerv. Вместе с Евой-02 разрушила серию Mark.07. После поражения Wille в Антарктиде Ева-08 съедает Mark.09-A, Mark.10, Mark.11 и Mark.12. Сэйю — Маая Сакамото.
Каору Нагиса впервые появляется в конце первого фильма, просыпаясь на Луне в неком подобии саркофага. В отличие от сериала и манги, он является пилотом Евангелиона-06. По неизвестным причинам называет Гэндо своим отцом. Если в сериале Каору стремится устроить Третий Удар, то в Ребилде его вмешательство наоборот останавливает начавшийся конец света. Сэйю — Акира Исида.
В фильме Evangelion: 3.33 You Can (Not) Redo появилось 5 новых персонажей.